# Campionati europei di maratona canoa/kayak 1999
I Campionati europei di maratona canoa/kayak 1999 sono stati la 3ª edizione della competizione continentale. Si sono svolti a Gorzów Wielkopolski, in Polonia, tra il 4 e il 5 settembre 1999.

## Medagliere
| Pos.   | Paese         | Oro | Argento | Bronzo | Totale |
| ------ | ------------- | --- | ------- | ------ | ------ |
| 1      | Ungheria      | 4   | 1       | 2      | 7      |
| 2      | Spagna        | 1   | 1       | 2      | 4      |
| 3      | Gran Bretagna | 1   | 1       | 0      | 2      |
| 4      | Polonia       | 0   | 1       | 1      | 2      |
| 5      | Francia       | 0   | 1       | 0      | 1      |
| 5      | Slovacchia    | 0   | 1       | 0      | 1      |
| 7      | Paesi Bassi   | 0   | 0       | 1      | 1      |
| Totale | Totale        | 6   | 6       | 6      | 18     |

## Podi

### Uomini
| Evento    | Oro                                        | Perform. | Argento                                     | Perform  | Bronzo                                         | Perform. |
| Canoa C-1 | Pál Pétervári                              | 2h44'04" | Radoslav Rus                                | 2h45'17" | Gábor Kolozsvári                               | 2h49'06" |
| Canoa C-2 | Ungheria Edvin Csabai Attila Györe         | 2h39'37" | Francia Hervé Maigrot Lionel Dubois-Dunilac | 2h42'31" | Polonia Marcin Grzybowski Konrad Pypłacz       | 2h44'54" |
| Kayak K-1 | István Salga                               | 2h18'14" | Conor Holmes                                | 3h18'19" | Dolph Te Linde                                 | 3h19'03" |
| Kayak K-2 | Spagna Julio Martínez Gómez Rafael Quevedo | 2h18'01" | Ungheria Viktor Szakály Attila Jámbor       | 2h18'02" | Spagna Jorge Alonso González Santiago Guerrero | 2h18'03" |

### Donne
| Evento    | Oro                              | Punti    | Argento                                     | Punti    | Bronzo                              | Punti    |
| Kayak K-1 | Anna Hemmings                    | 2h29'39" | Mara Santos                                 | 2h29'40" | Kornélia Szonda                     | 2h32'26" |
| Kayak K-2 | Ungheria Andrea Pitz Renata Csay | 2h31'57" | Polonia Marzena Michalak Barbara Przybylska | 2h32'20" | Spagna Mara Santos Pilar del Villar | 2h34'27" |